# ガブリエル・デストレ

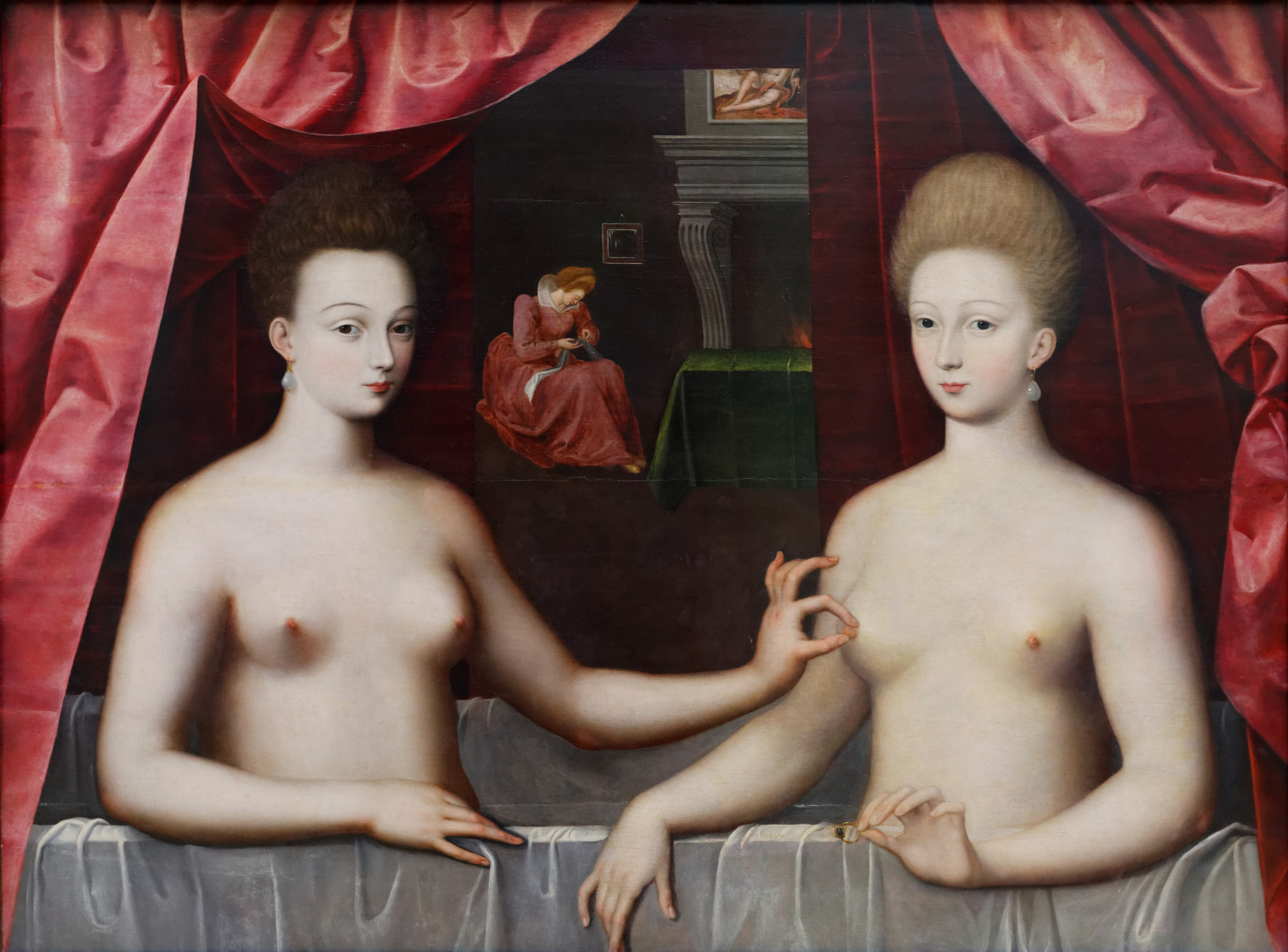
ガブリエル・デストレ（右）とその妹ビヤール公爵夫人

ガブリエル・デストレ（Gabrielle d'Estrées, 1573年 - 1599年4月10日）は、フランス王アンリ4世の愛妾。

## 生涯
ブールデジエール城（現在のアンドル＝エ＝ロワール県にあった）で、クーヴル侯アントワーヌとフランソワーズ・バブー・ド・ラ・ブールデジエールの娘として生まれた。
ガブリエルは21歳でアンリの愛妾となった。アンリはカトリック同盟と苦闘している最中だった。彼はマルグリット・ド・ヴァロワと正式に結婚していたが、別居してそれぞれが幾多の愛人を囲っており、アンリとガブリエルは愛し合っていることを人目もはばからず隠そうともしなかった。ガブリエルはアンリの遠征に同行した。臨月の体でも戦場近くの王の陣営そばに野営し、王の世話を焼いた。彼女は知的で現実的な女性で、王はしばしば彼女に意見を求めた。
カトリック教徒のガブリエルは、この内戦に勝つにはアンリ自身がカトリックに改宗すべきだと考えていた。1593年7月25日、アンリは正式にカトリックに改宗し、1594年に戴冠式を行った。その礼にガブリエルの夫との結婚を無効にしてやり、ガブリエルはモンスー伯爵夫人の称号を得た。
ガブリエルはアンリの最も有能な外交官で、カトリック同盟内の多くの女の友人らを起用して平和に貢献した。彼女はアンリとともに馬にまたがって猟や遠乗りをするのが好きで、よくパリ郊外へ出かけていた。およそ7年の間、ガブリエルはアンリの事実上の妻であり、3人の子供を生んだため、1597年にボーフォール公爵夫人の称号を授かった。
1599年、アンリはガブリエルとの再婚を考え、教皇庁にマルグリットとの結婚の無効を申請した。「神様か、王様の死亡以外に、私の幸運を断ち切れるものはない。」と豪語していたガブリエルは、突如として重病にかかり、4月初めに男児を死産した。ガブリエル重態の知らせは、フォンテーヌブロー宮殿にいた王のもとへ届けられた。その翌日の4月10日、アンリは愛妾の元へ向かう途上に訃報を知らされた。
王は深く絶望した。ガブリエルは毒殺されたという噂が、広く囁かれた。彼は黒衣をまとって喪に服したが、愛妾を亡くしてこのようなことをしたフランス王は彼一人である。王はガブリエルを王妃として弔った。彼女の棺は、王子・王女らに付き添われてサン＝ドニ大聖堂へ運ばれ、ミサがあげられた。

## 子供
- セザール・ド・ブルボン（1594年 - 1665年） - フランソワーズ・ド・メルクールと結婚
- カトリーヌ・アンリエット（1596年 - 1663年） - エルブフ公シャルル2世と結婚
- アレクサンドル（1598年 - 1629年） - シュヴァリエ・ド・ヴァンドーム（フランス語版）と呼ばれる
- 男児（1599年、死産）